# Ђароле (Верона)
Ђароле је насеље у Италији у округу Верона, региону Венето.
Према процени из 2011. у насељу је живело 126 становника. Насеље се налази на надморској висини од 236 м.